# Jay Heaps

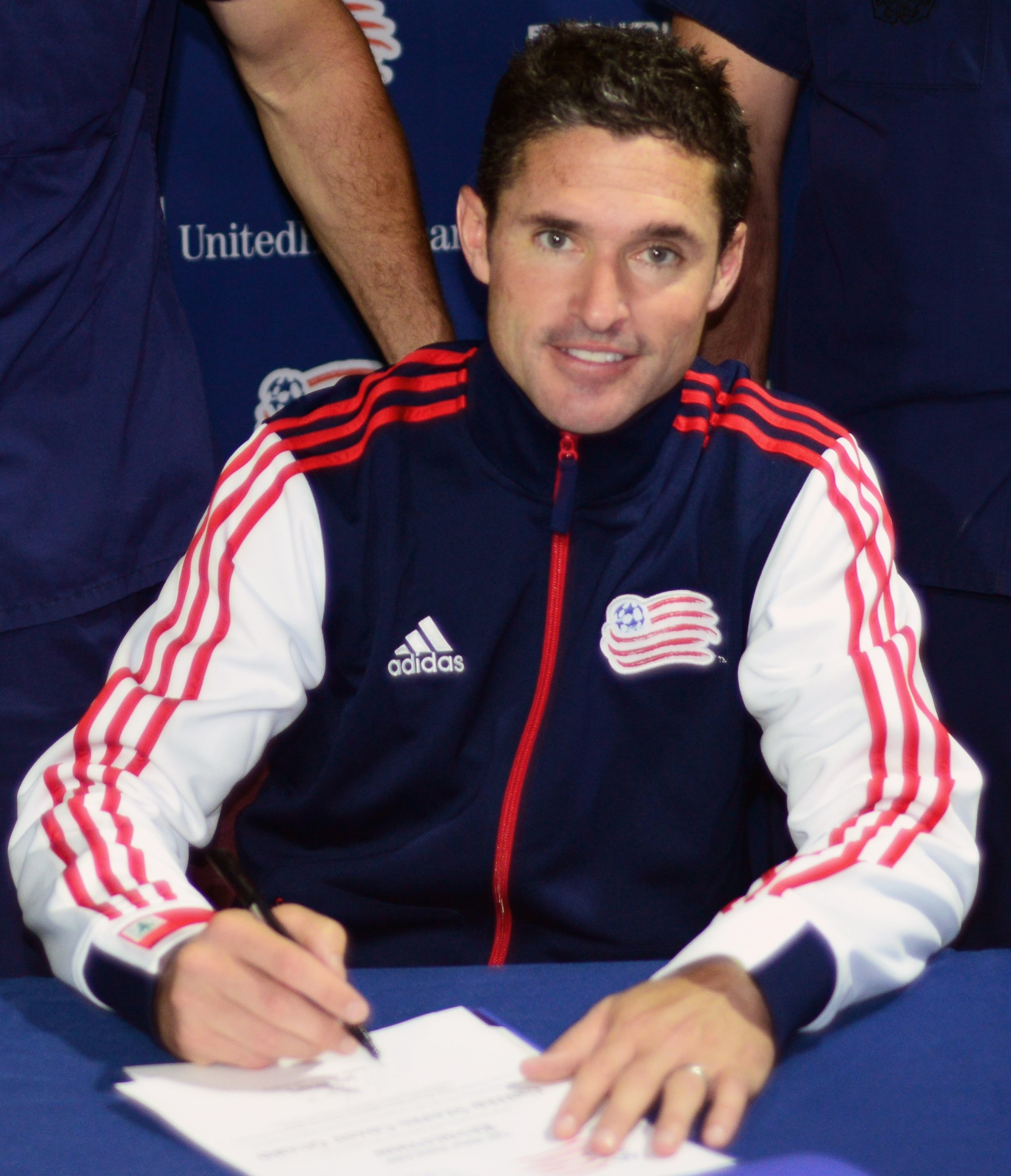
Jay Heaps

John Franklin "Jay" Heaps (Nashua (New Hampshire), 2 augustus 1976) is een Amerikaanse oud-voetballer, voormalig hoofdcoach van de New England Revolution in de Major League Soccer en sinds 2018 algemeen voorzitter van Birmingham Legion FC.
Na een succesvolle schoolcarrière bij het voetbalteam van Duke University bracht Heaps zijn gehele professionele speelcarrière door in de Major League Soccer. Aanvankelijk speelde hij van 1999 tot 2001 bij Miami Fusion en vervolgens speelde hij van 2001 tot 2009 bij New England Revolution, waarvoor hij meer dan 250 wedstrijden speelde in alle competities. Bij deze club won hij in 2009 de Defender of the Year-trofee in 2009. Tegen het einde van zijn carrière speelde Heaps ook meerdere wedstrijden voor het nationale voetbalteam van de Verenigde Staten, waaronder 4 wedstrijden op de CONCACAF Gold Cup van 2009. Heaps maakte ook deel uit van de teams die de Lamar Hunt U.S. Open Cup won in 2007 en de North American SuperLiga won in 2008. Na zijn spelerscarrière was Heaps van 2011 tot 2017 hoofdcoach van de New England Revolution. 

## Spelerscarrière

### Universiteit
Heaps groeide op in Longmeadow, Massachusetts en studeerde af aan de Longmeadow High School. Hij speelde tijdens zijn opleiding voetbal voor de Duke University Blue Devils van 1995 tot 1998. In alle vier de jaren werd hij uitgeroepen tot het First Team All-ACC, was hij driemaal finalist voor de Hermann Award en kreeg als laatstejaars de Hermann Trophy uitgereikt door de Missouri Athletic Club, waardoor hij werd aangemerkt als één van de nationale topspelers in zijn generatie. Tijdens zijn vier jaar bij Duke scoorde hij 45 doelpunten en gaf 37 assists in 83 wedstrijden. Naast voetbal speelde Heaps van 1996 tot 1999 tevens voor het Duke Blue Devils mannen basketbalteam. Hiervoor kwam hij 27 keer in actie en speelde in totaal 68 minuten.

### Professioneel
Nadat hij afgestudeerd was aan Duke werd Heaps in 1999 als tweede gekozen in de MLS College Draft door Miami Fusion, en werd in datzelfde jaar uitgeroepen tot MLS Rookie of the Year nadat hij als middenvelder en verdediger in totaal 2511 minuten had gespeeld voor het team. In zijn tweede seizoen bij Miami Fusion werd Heaps uitgeroepen tot MLS All-Star, nadat hij 5 goals en 6 assists gemaakt had in de competitie. Voor de start van het seizoen in 2001 maakte hij de overstap naar de New England Revolution in ruil voor Brian Dunseth. In 2006 speelde Heaps mee in de MLS Cup Championship, waar hij een strafschop miste en tegenstander Houston Dynamo uiteindelijk het toernooi won.
Op 3 december 2009 kondigde Heaps zijn afscheid van het voetbal aan, nadat hij in totaal 314 wedstrijden gespeeld had op het hoogste Amerikaanse voetbalniveau.

### International
Heaps hield tot februari 2009 het record van meeste MLS-wedstrijden gespeeld te hebben (289) zonder een interland voor de Verenigde Staten te spelen. Op 25 juni 2009 ontving Heaps zijn eerste oproep voor de Verenigde Staten voor de CONCACAF Gold Cup. Op 11 juli 2009 maakte Heaps zijn debuut voor de Verenigde Staten tegen Haïti, een wedstrijd die eindigde in een 2-2 gelijkspel.

### Activiteiten na afloop van spelerscarrière
Nadat hij zijn pensioen uit het professionele voetbal had aangekondigd ging Heaps aan de slag bij Morgan Stanley Private Wealth Management, waar hij beleggingsadvies en portefeuillebeheer op maat gaf aan welgestelde particulieren. Daarnaast was hij in 2010 voetbalanalist voor de wedstrijden van de New England Revolution.

## Trainerscarrière
Op 14 november 2011 werd Heaps benoemd tot hoofdcoach van de New England Revolution, nadat Revolution-coach Steve Nicol werd ontslagen door teleurstellende resultaten. Tussen 2012 en 2014 leek de trainerswissel zijn effect te hebben en werden de resultaten onder Heaps steeds beter. In 2014 haalde de New England Revolution de MLS Cup, maar verloor nipt van LA Galaxy. In 2015 werd Heaps' ploeg echter in de knock-outronde uitgeschakeld voor de play-offs en in 2016 lukte het helemaal niet om zich te kwalificeren.
Medio 2017 stond het team 10e van de 11 in de Eastern Conference, en was een plaats in de play-offs zeer onwaarschijnlijk. Dit leidde tot speculaties over het ontslag van Heaps, en op 18 september 2017 werd door de New England Revolution bevestigd dat Heaps ontslagen werd en dat zijn plek zou worden ingevuld door assistent-coach Tom Soehn.

## Voorzitter
In 2018 werd Heaps gepresenteerd als de eerste voorzitter en algemeen directeur van de nieuw opgerichte USL-club Birmingham Legion FC in Birmingham, Alabama. Deze ploeg komt uit op het tweede niveau van de Verenigde Staten.